# Ingrid Ronne-Björkqvist
Ingrid Ronne-Björkqvist, född Ronne 7 april 1934 i Ströms församling i Jämtlands län, är en svensk läkare och politiker (folkpartist).
Ingrid Ronne-Björkqvist, som är dotter till en folkskollärare och en barnmorska, blev medicine licentiat vid Uppsala universitet 1962 och var därefter bland annat underläkare i Östersund 1962–1966, barnhälsovårdsläkare i södra Jönköpings län 1966–1976 och distriktsläkare i barnhälsovården i Gislaved från 1976 och framåt. Hon har också haft kommunala uppdrag i Anderstorps kommun och Gislaveds kommun samt varit ledamot i Jönköpings läns landsting 1979–1986. Åren 1984]–1993 var hon ledamot i folkpartiets partistyrelse.
Hon var riksdagsledamot för Jönköpings läns valkrets 1985–1991. I riksdagen var hon bland annat ledamot i socialutskottet 1988–1991. Som riksdagsledamot var hon främst engagerad i socialpolitik, särskilt sjukvårdsfrågor.